# Hussain Al-Eisa
Hussain Al-Eisa, né le 29 décembre 2000 à Al-Hufuf est un footballeur international saoudien. Il joue au poste d'ailier à Al-Wehda FC.

## Biographie
Formé à Al-Adalah FC, il signe son premier contrat professionnel le 24 juin 2018. Le 11 juin 2019, il prolonge son contrat après la promotion d'Al-Adalah en première division. 
Le 27 septembre 2020, il signe avec Al-Wehda FC mais après la relégation du club, il est prêté à Al-Batin FC pour la saison 2021-2022.

## Palmarès
Arabie saoudite -23 ans
- Championnat d'Asie -23 ans (1) :
  - Vainqueur : 2022.